# Dave Mulligan
Dave Mulligan (nascut el 24 de març de 1982) és un futbolista internacional neozelandès que actualment juga pel Waitakere United del Campionat de Futbol de Nova Zelanda. Nascut a Anglaterra, ha jugat més de 180 partits en la The Football League entre el 2000 i el 2008. Juga com a centrecampista i defensa.
La seva trajectòria futbolística començà amb el Barnsley el 2000, on jugà en un total de 66 partits en tres anys. Va jugar dos anys amb el Doncaster Rovers, jugant quasi 80 partits, abans de ser fitxat pel Scunthorpe United el 2006. No jugà tan sovint amb el Scunthorpe com ho fou amb el Doncaster, així que s'uní per poc temps amb el Port Vale el 2008, abans de ser fitxat per l'únic equip professional neozelandès, el Wellington Phoenix.
Mulligan ha representat a Nova Zelanda a nivell internacional, jugant amb les seleccions sub-17, sub-20, sub-23, a més de representar a Nova Zelanda amb la selecció de nivell internacional. Va jugar en dues Copes Confederacions i en la Copa del Món de la FIFA de 2010.

## Trajectòria per club
Mulligan començà la seva carrera amb el Barnsley el 2000, fent el seu debut professional en una partit en què van ser derrotats 3–0 pel Manchester City el 31 d'octubre de 2001. El club va ser descendit al final de la temporada, però Mulligan estava present en la primera plantilla en la temporada 2002-03.
En la següent temporada perdé la seva posició en la primera plantilla del Barnsley i va ser acomiadat l'octubre de 2003, encara que fos ofert un nou contracte tan sols feia cinc mesos. Va començar a jugar amb el Doncaster Rovers el febrer de 2004, inicialment jugà en un parell de partits, i després fou contractat. Al final d'aquella temporada el club el contractà per dues temporades més.
Aviat era dels millors jugadors del Doncaster Rovers, però de nou li sortiren problemes; va ser ficat en la llista de possibles fitxatges pel club el novembre de 2004. Tot i així, es quedà en el club i regularment estava en la primera plantilla en les temporades 2004-2005 i 2005-2006. Mulligan va ser ofert un contracte pel Doncaster Rovers l'estiu de 2006, però els dos partidaris estaven en desacord sobre els terminis del contracte.
El juny de 2006, Mulligan fou contractat pel Scunthorpe United, un equip de la League One. No li anà bé amb el club, ja que jugà tan sols 24 partits al llarg de la temporada.
Pel novembre de 2007 va ser cedit al Grimsby Town, i després va ser transferit al Port Vale el gener de 2008. Es quedà a l'equip fins al final de la temporada, però s'hi quedà al final un temps inesperadament curt després que Mulligan rebutjés un contracte més llarg.
Mulligan després va ser transferit al Wellington Phoenix FC el juliol de 2008, però no impactà gaire l'equip i jugà en tan sols tres partits pel club en dues temporades el qual el va fer no ser renovat al final de la temporada 2009-2010.
Aviat Dave Mulligan va firmar amb l'Auckland City FC, equip del Campionat de Futbol de Nova Zelanda, per la temporada 2010-2011. Debutà amb l'equip en la primera ronda de la temporada contra en un partit contra el Waikato FC en què marcà dos gols en la segona part del partit, ajudant a l'Auckland City guanyar per 3–2.
Abans de l'inici de la temporada 2012-13, Mulligan fou transferit al Waitakere United, l'equip rival de l'Auckland City.

## Trajectòria internacional
Mulligan va jugar per la selecció neozelandesa sub-17 en la Copa del Món de Futbol sub-17 de 1999 i marcà dos gols en total contra els Estats Units i Polònia.
Mulligan va jugar amb la selecció sub-23 en la fase classificatòria dels Jocs Olímpics d'Atenes de 2004, però, Nova Zelanda perdé contra Austràlia i no es classificà per als Jocs Olímpics.
Va debutar amb els «All Whites» en un partit amistós contra Estònia el 13 d'octubre de 2002.
Mulligan va ser seleccionat per l'equip neozelandès que participaria en la Copa Confederacions 2009 el juny de 2009 i jugà en dos partits com a titular, contra Espanya i Sud-àfrica, i en un com a substitut, contra Iraq.
El 10 de maig de 2010, Milligan va ser seleccionat en la plantilla de Nova Zelanda que participaria en la Copa del Món de la FIFA de 2010.

## Palmarès
- Lliga de Campions de l'OFC (2): 2010-11, 2011-12.